# Восстание ихванов
Восстание ихванов — восстание исламского религиозного ополчения против власти короля ибн Сауда.
Началось в 1927 году, когда племена Мутаир и Аджман восстали против власти ибн Сауда и совершили трансграничные рейды в районы Трансиордании, Месопотамии и эмират Кувейт. Отношения между династией Саудитов и ихванами переросли в открытую кровавую междоусобицу в декабре 1928 года. Главные силы восстания были разгромлены в битве при Сабилле 29 марта 1929 года. Ихванские племена и войска, верные Абд аль-Азизу ибн Сауду, вновь сошлись в сражении в регионе Джебель-Шаммар в августе 1929 года, а 5 октября 1929 года ихваны атаковали племя Авазим. Фейсал аль-Давиш, лидер мятежников и племени Мутаир, бежал в Кувейт в октябре 1929 года, где был задержан англичанами и передан ибн Сауду. Правительственные войска окончательно подавили восстание 10 января 1930 года, когда другие ихванские лидеры повстанцев сдались британцам. Впоследствии ихванская верхушка была уничтожена, а остальные в итоге были включены в регулярные саудовские войска. Султан ибн Баджад, один из трёх главных лидеров ихванов, был убит в 1931 году, а Фейсал аль-Давиш умер в тюрьме в Эр-Рияде 3 октября 1931 года из-за, как было объявлено, больного сердца.

## Предыстория
В начале XX века Аравия стала ареной межплеменных войн, который в итоге привели к их объединению под властью рода Аль Сауд. Основным инструментом для достижения этих завоеваний были ихваны, ваххабитско-бедуинская племенная армия во главе с Султаном ибн Баджадом аль-Отейби и Фейсалом аль-Давишом. Происходя из Неджда и способствуя распаду Османской империи после Первой Мировой Войны, ихваны завершили завоевание территории, которая должна была стать Саудовской Аравией, к концу 1925 года. 10 января 1926 года Абдул-Азиз объявил себя королём Хиджаза, а 27 января 1927 года он принял титул короля Неджда (его прежний титул был 'Султан').

## Подрыв авторитета ибн Сауда
После завоевания Хиджаза некоторые лидеры ихванов хотели продолжить расширение ваххабитского королевства за счёт территорий британских протекторатов Трансиордания, Ирак и Кувейт. Аравийские племена уже пытались аннексировать территории в пограничной войне с Кувейтом и набегах на Трансиорданию, но понесли тяжёлые потери. Вопреки воле ибн Сауда, некоторые ихваны, в основном из племени Мутаир под командованием Аль-Давиша, совершили набег на юг Ирака 5 ноября 1927 года, столкнувшись с иракскими войсками под Бусайей, в результате чего погибло 20 человек с обеих сторон. Некоторые ихваны также совершили рейд на территорию Кувейта в январе 1928 года. В обоих случаях их добычей служили верблюды и овцы. Несмотря на жестокость своих нападений они понесли тяжёлые потери от ответа британской авиации и кувейтцев.
В январе 1929 года, в результате рейда ихванов на шейхство Кувейт, был убит американский миссионер: Биллкерт, путешествовавший с другим американцем, филантропом Чарльзом Крейном. При отсутствии признаков попыток ибн Сауда мобилизовать свои силы для обуздания ихванов и прекращения набегов, британская авиация была размещена в Кувейте.

## Открытое восстание
Тем не менее Абдул-Азиз не намеревался мириться с ихванскими набегами. Хотя в представлении ихванов, все, кто не разделял ваххабитские идеи были неверными, Абдул-Азизу было хорошо известно, что некоторые части центральной Аравии, не входившие в его государство, имели договоры с британцами. Он сам годом ранее получил британское признание в качестве независимого правителя и опасался прямого конфликта с англичанами. В итоге ихваны открыто восстали в декабре 1928 года.
Кульминация противостояния произошла 30-31 марта 1929 года, в битве при Сабилле, где погибли лидеры ихванов Битва при Сабилле была последним крупным сражением со всадниками на верблюдах, имеющим историческое значение. Она превратилась в бойню, где всадники на верблюдах ничего не смогли противопоставить кавалерии и пулемётам армии ибн Сауда. В результате боя было убито около 500 ихванов, а потери ибн Сауда составили около 200 человек.
Ихванские племена и войска, верные Абд аль-Азизу ибн Сауду, вновь сошлись в сражении в регионе Джебель-Шаммар в августе 1929 года, в результате чего погибли около 1000 человек.
Несмотря на понесённые потери, остатки ихванов продолжили боевые действия, напав на аравийское племя авазим 5 октября 1929 года, в результате чего было убито 250 человек.
Фейсал аль-Давиш бежал в Кувейт в октябре 1929 года, а правительственные войска окончательно подавили восстания 10 января 1930 года, когда ихванские лидеры сдались британцам.

## Последствия
Впоследствии верхушка ихванов была ликвидирована, а оставшиеся в итоге были включены в регулярные саудовские войска. Султан ибн Баджад, один из главных ихванских лидеров, был убит в 1931 году. Фейсал аль-Давиш умер в тюрьме в Эр-Рияде 3 октября 1931 года.
В сентябре 1932 года два королевства Хиджаз и Неджд были объединены в единое Королевство Саудовская Аравия.